# كورت باركلي
كورت باركلي (بالإنجليزية: Curt Barclay)‏ هو لاعب كرة قاعدة أمريكي، ولد في 22 أغسطس 1931 في شيكاغو في الولايات المتحدة، وتوفي في 25 مارس 1985 في ميسولا في الولايات المتحدة.

## وصلات خارجية
- كورت باركلي على موقع دوري كرة القاعدة الرئيسي (الإنجليزية)
- كورت باركلي على موقعبيزبول رفرنس.كوم (الدوري الرئيسي) (الإنجليزية)
- كورت باركلي على موقعبيزبول رفرنس.كوم (الدوري الثانوي) (الإنجليزية)
- كورت باركلي على موقع كلية كرة السلة في سبورتس رفرنس.كوم (الإنجليزية)